# Orthocarpus tenuifolius
Orthocarpus tenuifolius là loài thực vật có hoa thuộc họ Cỏ chổi. Loài này được (Pursh) Benth. mô tả khoa học đầu tiên năm 1835.

## Hình ảnh

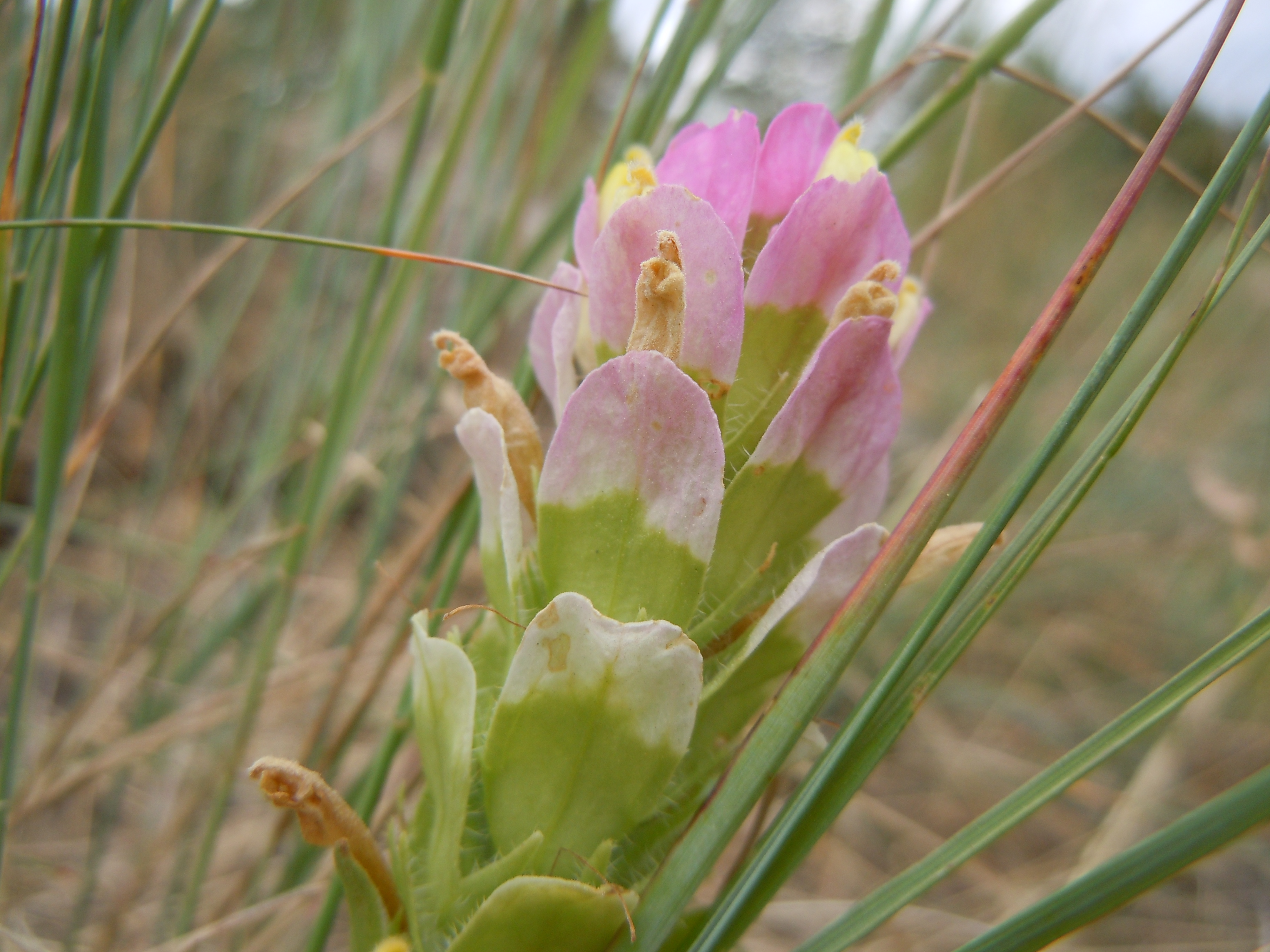
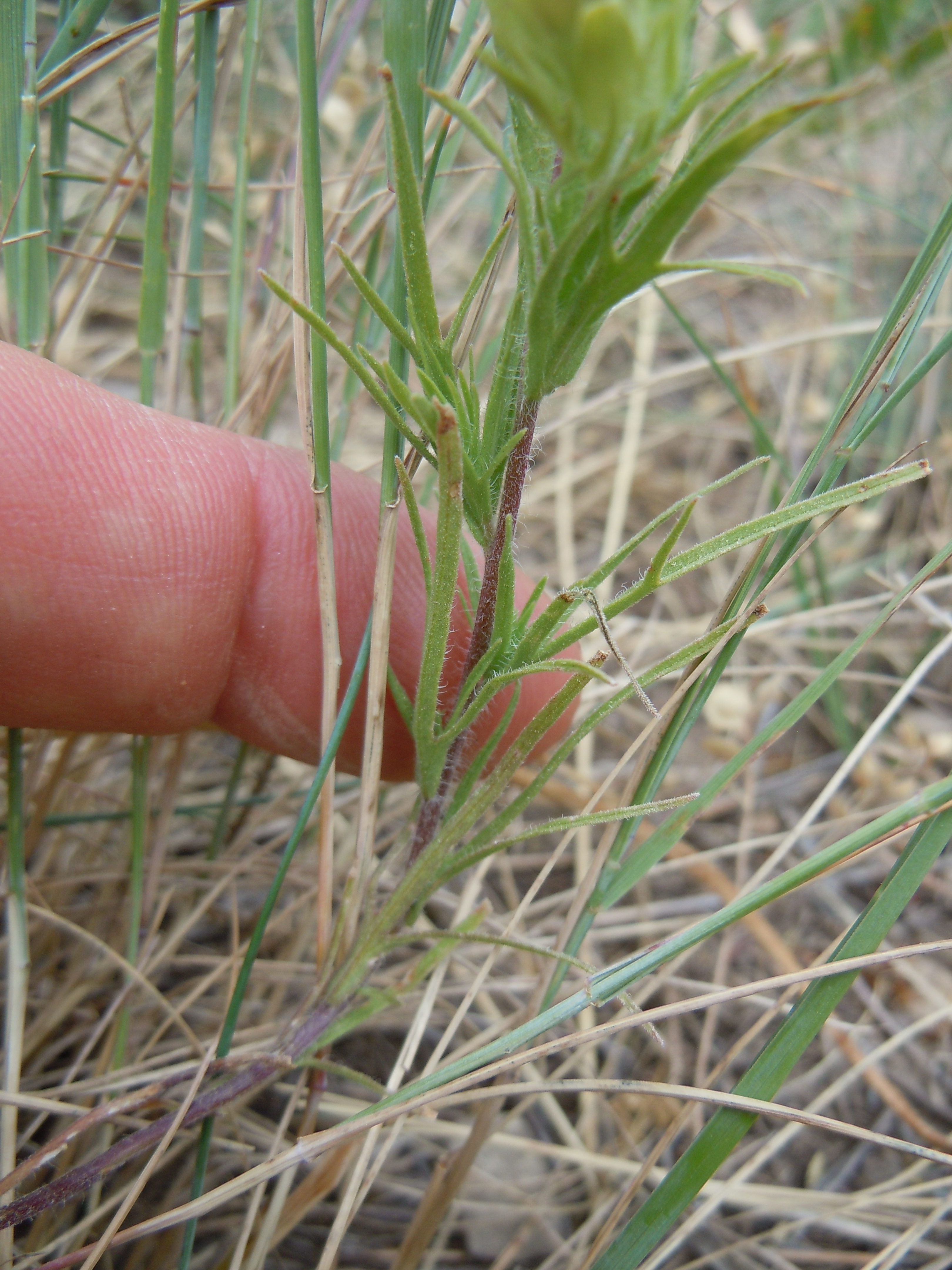
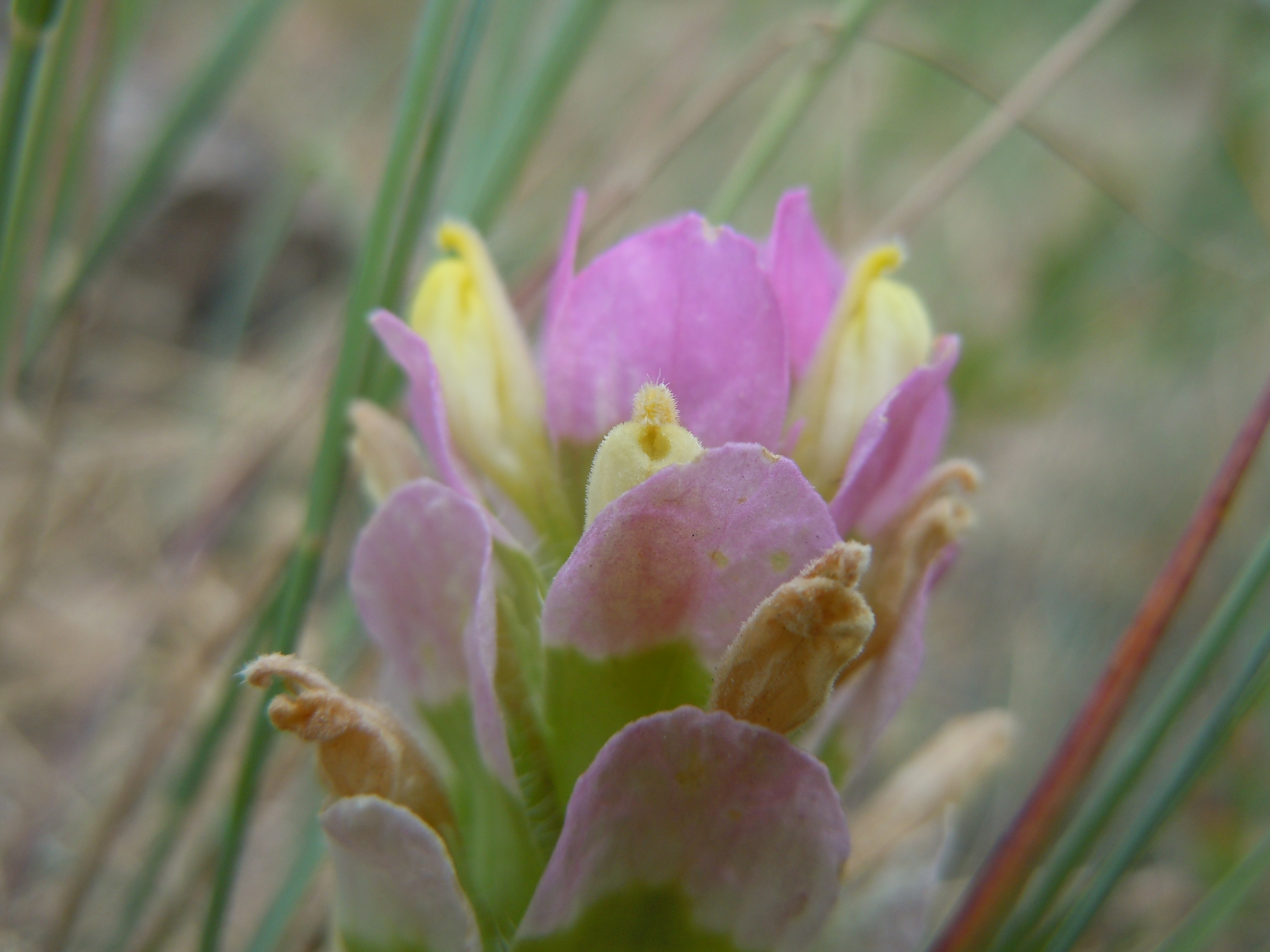
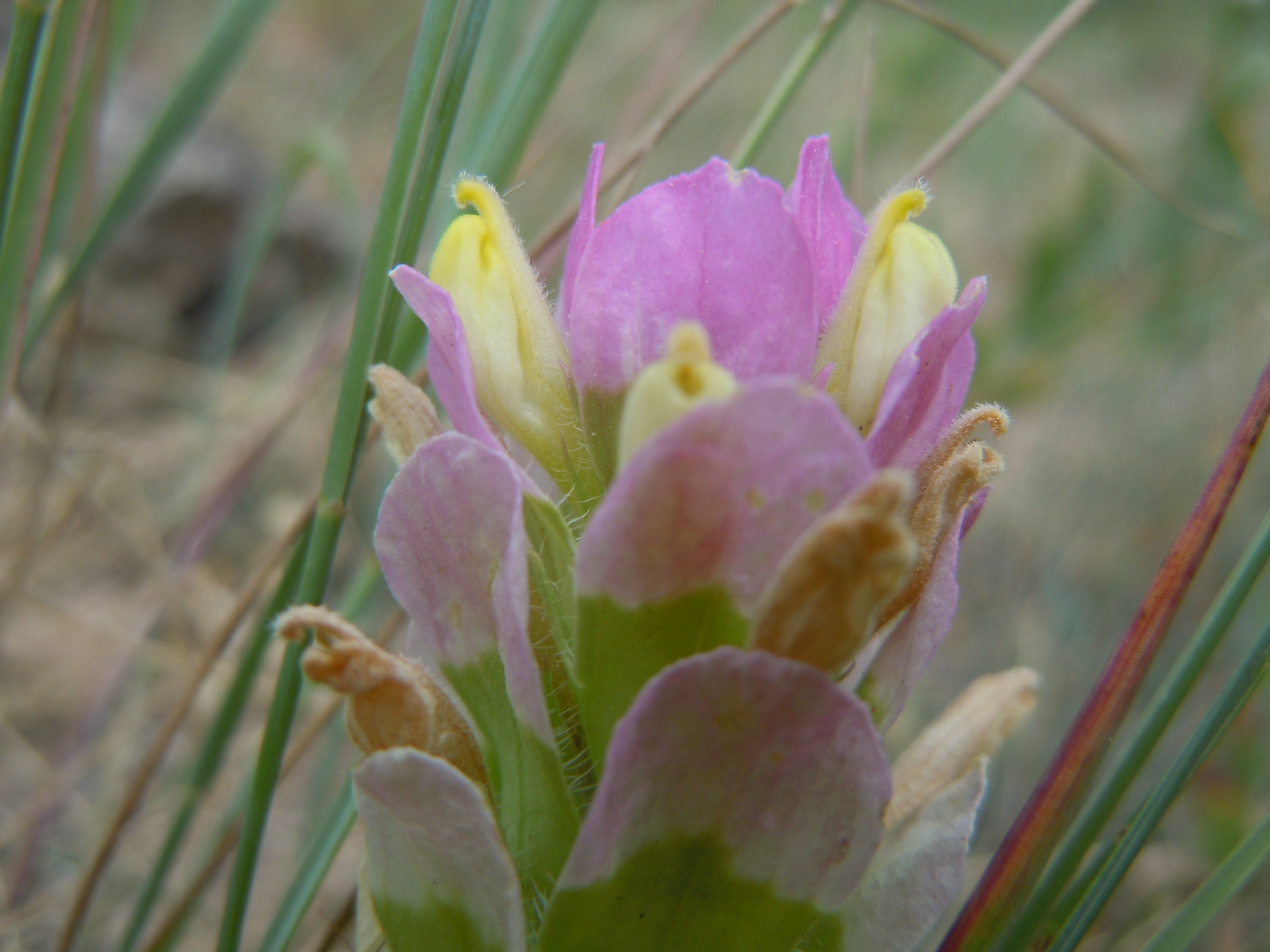